# (79983) 1999 DF9
(79983) 1999 DF9 — транснептуновый объект класса кьюбивано. Он движется по орбите с довольно большим эксцентриситетом, перигелий которой находится на 39,797 а.е. от Солнца, а афелий на 53,264 а.е от Солнца. Его диаметр предположительно 265 км. Его обнаружили 20 февраля 1999 года Джейн Лу, Чедвик Трухильо и Дэвид Джуитт.